# Judeus em Nova Iorque

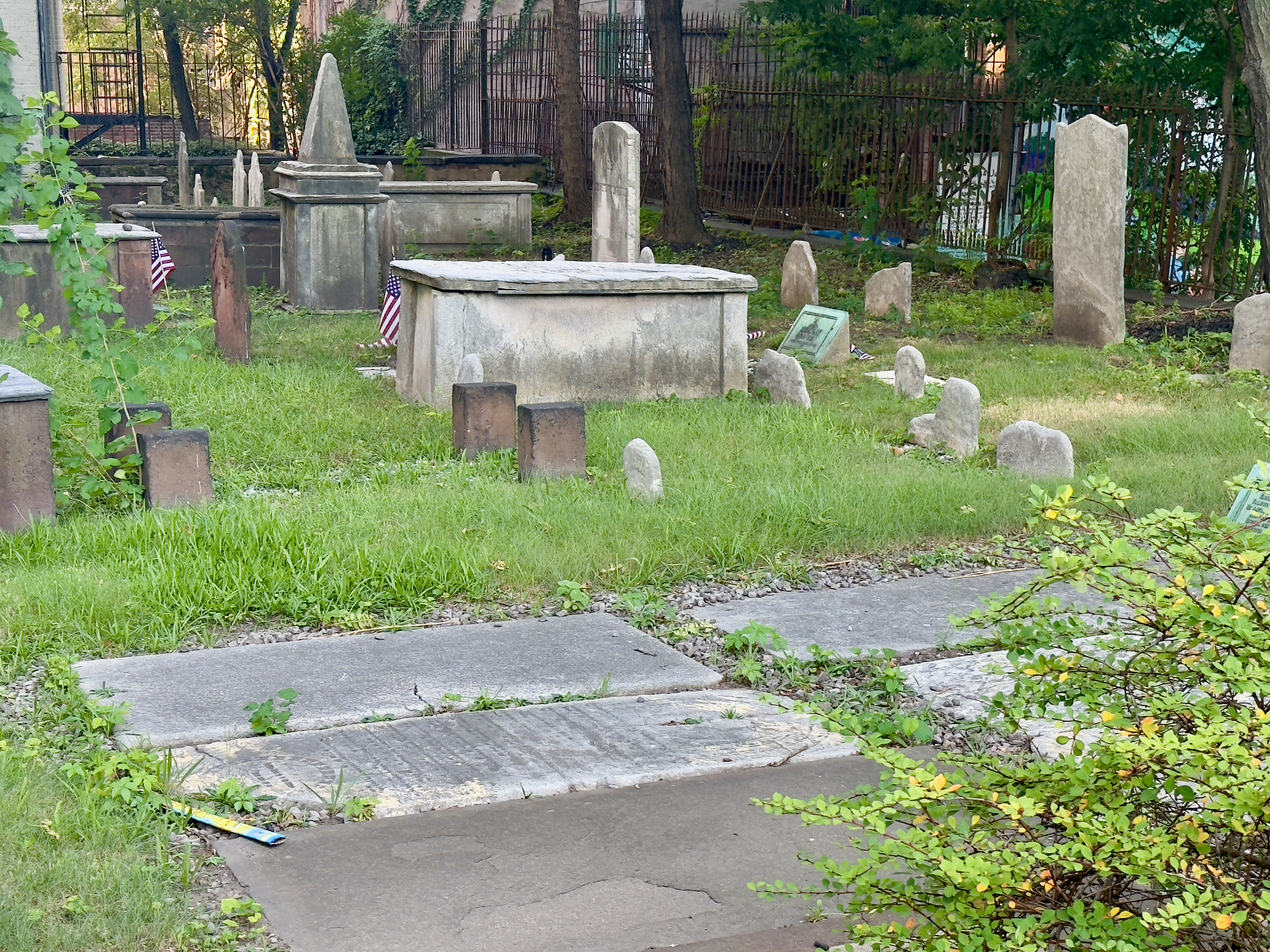
Primeiro Cemitério da Congregação Shearith Israel, usado pelos judeus de Nova Iorque 1683-1833

Os judeus da cidade de Nova Iorque representam aproximadamente 13% da população da cidade, tornando a comunidade judaica a maior do mundo fora de Israel.

## Fundação da comunidade judaica de Nova Iorque: os judeus egressos do Recife
A comunidade judaica em Nova Iorque teve início no ano de 1654, com a chegada de um grupo composto por 23 indivíduos oriundos da recém-extinta colônia de Nova Holanda, no Brasil.
Descontentes com o domínio holandês no Nordeste brasileiro, dezoito líderes insurretos assinaram compromisso para lutar contra o domínio holandês na Capitania de Pernambuco. Entre 1645 e 1654, houve diversos confrontos, dos quais se destacaram as Batalhas dos Guararapes, episódios decisivos na Insurreição Pernambucana e considerados a origem do Exército Brasileiro.
Tomada a colônia holandesa, os judeus receberam um prazo de três meses para partir ou se converter ao catolicismo. Com medo da fogueira da Inquisição, quase todos venderam o que tinham e deixaram o Recife em 16 navios. Parte da comunidade judaica expulsa de Pernambuco fugiu para Amsterdã, e outra parte se estabeleceu em Nova Iorque. Através deste último grupo a ilha de Manhattan, atual centro financeiro dos Estados Unidos, conheceu grande desenvolvimento econômico; e descendentes de judeus egressos do Recife tiveram participação ativa na história estadunidense: Gershom Mendes Seixas, aliado de George Washington na Guerra de Independência dos Estados Unidos; seu filho Benjamin Mendes Seixas, fundador da Bolsa de Valores de Nova Iorque; Benjamin Cardozo, juiz da Suprema Corte dos Estados Unidos ligado a Franklin Delano Roosevelt; Emma Lazarus, autora do soneto The New Colossus, gravado no pedestal da Estátua da Liberdade; entre outros.

## População
A partir de 2016, cerca de 1,1 milhão de residentes da cidade de Nova Iorque, ou cerca de 12% de seus residentes, eram judeus.
Há aproximadamente 1,5 milhão de judeus na região metropolitana de Nova Iorque, tornando-se a segunda maior comunidade judaica metropolitana do mundo, depois da Área Metropolitana de Tel Aviv em Israel (no entanto, Tel Aviv tem uma população menor de judeus do que a própria cidade de Nova Iorque, tornando Nova Iorque a maior comunidade de judeus do mundo dentro de uma cidade própria). A população judaica de Nova Iorque é maior do que as populações judaicas combinadas de Chicago, Filadélfia, São Francisco e Washington, D.C.